# Sands Macau
Sands Macau (chiński: 金沙娛樂場) – kasyno w Makau. Jest własnością i jest zarządzane przez Las Vegas Sands Corporation. Składa się z kasyna o powierzchni 20 600 m² i hotelu z 289 apartamentami dla gości VIP.
Większość odwiedzających kasyno to Chińczycy podczas jednodniowych wizyt. Kasyno zostało otwarte 18 maja 2004 roku i radziło sobie tak dobrze, że wszystkie pożyczki zostały spłacone do maja 2005 roku.
Kasyno ma 740 stołów do gier, więcej niż jakiekolwiek inne kasyno na świecie.